# Howard Schachman
Howard K. Schachman é professor da Escola de Pós-Graduação do Departamento de Biologia Molecular e Biologia Celular, Universidade da Califórnia em Berkeley.
Schachman recebeu um Ph.D. da Universidade de Princeton em 1948. Ele tem sido parte do corpo docente da UC Berkeley desde então. Ele assinou mas protestou o juramento de lealdade exigido pelos Regentes da Universidade da Califórnia durante o macartismo. In 1966, Em 1966, ele foi eleito para a Academia de Artes e Ciências dos Estados Unidos e em 1968 para a Academia Nacional de Ciências dos Estados Unidos.
Entre muitas outras honrarias, recebeu a liberdade científica da AAAS e prêmio da responsabilidade em 2000.
O "Prêmio de Serviço Público de Howard K. Schachman" do ASBMB é nomeado após ele.
Cada primavera, ele ensina o curso MCB 293C na conduta ética da investigação necessária nos alunos financiados dos NIH.